# Église Saint-Sébastien de Villedieu-sur-Indre
Pour les articles homonymes, voir Église Saint-Sébastien et Saint Sébastien.
L'église Saint-Sébastien de Villedieu-sur-Indre est une église catholique française. Elle est située sur le territoire de la commune de Villedieu-sur-Indre, dans le département de l'Indre, en région Centre-Val de Loire.

## Situation
L'église se trouve dans la commune de Villedieu-sur-Indre, au centre du département de l'Indre, en région Centre-Val de Loire. Elle est située dans la région naturelle de la Champagne berrichonne. L'église dépend de l'archidiocèse de Bourges, du doyenné de Châteauroux et de la paroisse de Châteauroux - Saint-Gildas.

## Histoire
L'église fut construite au XIe siècle. L'édifice est inscrit au titre des monuments historiques, le 6 juin 1994.